# Extreme Makeover: Home Edition Italia
(frase ricorrente pronunciata da Alessia Marcuzzi e dal team leader)
(frase pronunciata da Alessia Marcuzzi e dalla famiglia bisognosa prima di vedere la loro nuova casa al termine di ogni episodio)
Extreme Makeover: Home Edition Italia (EM:HEI) è stata la versione italiana di Extreme Makeover: Home Edition, programma televisivo statunitense di genere docu-reality in onda sulla ABC, ed è stata trasmessa su Canale 5 con la conduzione di Alessia Marcuzzi nel 2013, confermata per una seconda stagione con 4 puntate, dal 2 al 23 giugno 2014.
La squadra era composta dalla "team leader" Alessia Marcuzzi, Luca Bortolotto - architetto, Gianni Trisciuzzi - interior designer, Luca Pirani - garden designer, e Lilly De Leo - direttore dei lavori.
Rispetto alla versione statunitense non c'è un abbattimento della casa ma una ristrutturazione del fabbricato esistente o la costruzione di un nuovo fabbricato su un nuovo terreno: ciò è dovuto alle differenze normative e costruttive tra gli Stati Uniti d'America e l'Italia.

## Cast
In ogni puntata viene scelto un team di progettisti fra i seguenti:
| Cast              | Ruolo                   |
| ----------------- | ----------------------- |
| Alessia Marcuzzi  | Team Leader/Carpentiere |
| Luca Bortolotto   | Architetto              |
| Gianni Trisciuzzi | Interior designer       |
| Luca Pirani       | Garden designer         |
| Lilly De Leo      | Direttore lavori        |

## Episodi

### Prima stagione (2013)
| Puntata | Famiglia | Località | Messa in onda   | Telespettatori | Share  |
| ------- | -------- | -------- | --------------- | -------------- | ------ |
| 1       | Valletta | Pescara  | 23 gennaio 2013 | 4 575 000      | 15,99% |
| 2       | Russillo | Potenza  | 30 gennaio 2013 | 3 587 000      | 12,54% |

### Seconda stagione (2014)
| Puntata | Famiglia | Località       | Messa in onda  | Telespettatori | Share  |
| ------- | -------- | -------------- | -------------- | -------------- | ------ |
| 1       | Tognon   | Aosta          | 2 giugno 2014  | 3 133 000      | 12,91% |
| 2       | Magrini  | Servigliano    | 9 giugno 2014  | 2 732 000      | 11,48% |
| 3       | Maini    | Castellamonte  | 16 giugno 2014 | 3 044 000      | 12,00% |
| 4       | Polcaro  | Mazzano Romano | 23 giugno 2014 | 2 815 000      | 11,87% |